# Шарл Перен
Лион Француска
 Шарл Жан Батист Перен (фр. Charles Jean Baptiste Perrin; Лион, 6. јул 1875 — Лион, 26. март 1954) био је француски веслач на прелазу из 19. у 20. век, учесник Летњих олимпијскимих играма 1900. Био је члан француског наутичког клуба Лион из Лиона.
На Олимпијским играма 1900. такмичио се у као члан француске екипе у дисцилини четверац са кормиларом. У такмичењу четвераца са кормиларом десило се нешто необично за велика спортска такмичења. Због неслагања такмичара и судија после трка у предтакмичењу одлучено је да се званично одрже две финалне трке тзв. А и Б финале. Победницима финала су подељена два комлета медаља. МОК је касније признао резултате, а тиме и освајаче медаља оба финала.
Посаду су поред њега чинили Georges Lumpp, Daniel Soubeyran, Емил Вегелен и непознати кормилар. Веслали су у Б финалу и освојили сребрну медаљу.